# Шимон Пруський
Шимон Пруський Т. І. (пол. Szymon Pruski; бл. 1578, Мазовія — 29 листопада 1642, Вільно) — церковний діяч Речі Посполитої, священник-єзуїт, педагог.

## Життєпис
10 серпня 1598 року вступив до Товариства Ісуса на новіціят у Ризі. У ході польсько-московської війни, як священник-місіонер брав участь у виправі польського війська на Московщину в 1612—1613 роках . У 1613—1615 роках був префектом студій в єзуїтській колегії у Браунсбергу.
У 1615 році у Битенському монастирі на Білорусі василіяни відкрили новіціят і попросили генерала ордену єзуїтів, щоб призначив двох своїх священиків на виховників. Тож упродовж 1616—1618 років о. Шимон Пруський разом із о. Анджеєм Косинським Т. І. працював над вихованням василіянських ченців у Битені. Шимон Пруський був настоятелем цієї «Битенської місії між ченцями св. Василія Великого».
Потім був префектом шкіл у Пултуську (1618—1620), ректором у Ломжі (1620—1623) і Смоленську (1626—1630) та сповідником Плоцького єпископа Станіслава Лубенського (1630—1639). Помер у Вільно 29 листопада 1642 року.